# Coenosia nudiseta
Coenosia nudiseta är en tvåvingeart som beskrevs av Stein 1898. Coenosia nudiseta ingår i släktet Coenosia och familjen husflugor. Inga underarter finns listade i Catalogue of Life.